# Vicente Huidobro
Vicente García-Huidobro Fernández (Santiago, 10 de enero de 1893-Cartagena, 2 de enero de 1948), más conocido como Vicente Huidobro, fue un poeta chileno. Iniciador y exponente del creacionismo, es considerado uno de los cuatro grandes de la poesía chilena —junto con Gabriela Mistral, Pablo Neruda y Pablo de Rokha—.

## Biografía
Hijo de Vicente García-Huidobro y de María Luisa Fernández Bascuñán, nació en el seno de una familia aristocrática, relacionada con la política y la banca. Su padre era el heredero del marquesado de Casa Real y su madre, una activista feminista y anfitriona de numerosas veladas literarias.
Tras pasar sus primeros años en Europa, entró en 1907 al Colegio San Ignacio en Santiago, perteneciente a la Compañía de Jesús. Cursó estudios de literatura en el Instituto Pedagógico de la Universidad de Chile que dejó sin terminar. Publicó, en Santiago, en 1911, Ecos del alma, de tendencia modernista. Al año siguiente, se casó con Manuela Portales Bello. Durante su juventud vivió junto a su familia en el Palacio García-Huidobro Fernández, ubicado en la esquina de la Alameda con calle San Martín.
Fundó y dirigió la revista Musa Joven, donde apareció parte de su libro posterior Canciones en la noche y su primer caligrama, Triángulo armónico. En 1913 dirigió con Carlos Díaz Loyola, nombre real de Pablo de Rokha, los tres números de la revista Azul y publicó los poemarios La gruta del silencio y Canciones en la noche. Al año siguiente, dictó la conferencia Non serviam, que refleja su credo estético. En Pasando y pasando, expuso sus dudas religiosas y sus críticas contra los jesuitas, lo que le valió reproches por parte de su familia. Publicó también Las pagodas ocultas (1916), libro de «salmos, poemas en prosa y ensayos», que firmó por primera vez con el nombre Vicente Huidobro. 

### Permanencias en Argentina, Francia y España

Triángulo armónico, su primer caligrama.

Junto con la escritora Teresa Wilms Montt, que abandonó un convento, Huidobro viajó en 1916 a Buenos Aires, donde esbozó su teoría creacionista. En ese mismo año embarcó rumbo a Europa con su mujer e hijos. De paso por Madrid, conoció a Rafael Cansinos Assens, con quien había mantenido una relación epistolar desde 1914. Se instaló en el París de la Primera Guerra y publicó Adán (1916), obra que cierra el periodo inicial de su formación. En Argentina, habría editado El espejo de agua (1916), obra breve compuesta por nueve poemas con que Huidobro, aunque todavía incipientemente, inició su nueva forma estética.
En 1917, colaboró con la revista Nord-Sud, dirigida por Pierre Reverdy, junto con Guillaume Apollinaire, Louis Aragón, André Breton, Jean Cocteau, Max Jacob y Tristan Tzara, entre otros, hasta que una disputa con su director lo alejó de este medio. En esta época, se relacionó con las vanguardias parisinas de la época: Amedeo Modigliani, Pablo Picasso, Juan Gris, Jacques Lipchitz, Francis Picabia, Joan Miró, Max Ernst, Paul Éluard y Blaise Cendrars, además de los anteriormente nombrados. Publicó Horizon carré (1917), que incluye poemas que habían aparecido en El espejo de agua traducidos al francés con la ayuda de Gris y presentados con una composición tipográfica más avanzada.
En el otoño de 1918, Huidobro regresó a Madrid, donde contactó con Robert y Sonia Delaunay, refugiados en España, y reanudó su amistad con Rafael Cansinos Assens y Guillermo de Torre, compartiendo su tertulia ultraísta en el Colonial. También visitó el café Pombo se relacionó con Ramón Gómez de la Serna y sus acólitos, y presentó su idea del movimiento creacionista. Se carteó con Tristan Tzara y colaboró en su revista Dada. En Madrid publicó simultáneamente cuatro libros: Hallali y Tour Eiffel en francés; Poemas árticos y Ecuatorial en español, además de reeditar El espejo de agua. 
Al año siguiente, en otro de sus viajes a Madrid, llevaba consigo, según Cansinos, el borrador de Voyage en parachute, primer esbozo de lo que fue posteriormente Altazor. Hizo cursos diversos sobre ciencias en diversas universidades y se interesó además por conocimientos esotéricos: alquimia, astrología, cábala antigua y ocultismo en general.
En 1920 siguió escribiendo en París; colaboró, junto con Amédée Ozenfant y Le Corbusier, en L'Esprit Nóuveau —revista dirigida por Paul Dermée—, La Bataille Littéraire, La Vie des Lettres, Le Cœur à Barbe y Actino; escribió también para las revistas ultraístas españolas: Grecia, la Cervantes, Tableros y Ultra. En El Liberal de Madrid, Enrique Gómez Carrillo publicó una entrevista a Pierre Reverdy, quien se atribuyó la paternidad del creacionismo y acusó a Huidobro de antedatar la edición de El espejo de agua. Grecia solidarizó con Huidobro y este viajó a Madrid, entre agosto y septiembre, a refutar a Gómez Carrillo.

### Creacionismo yAltazor

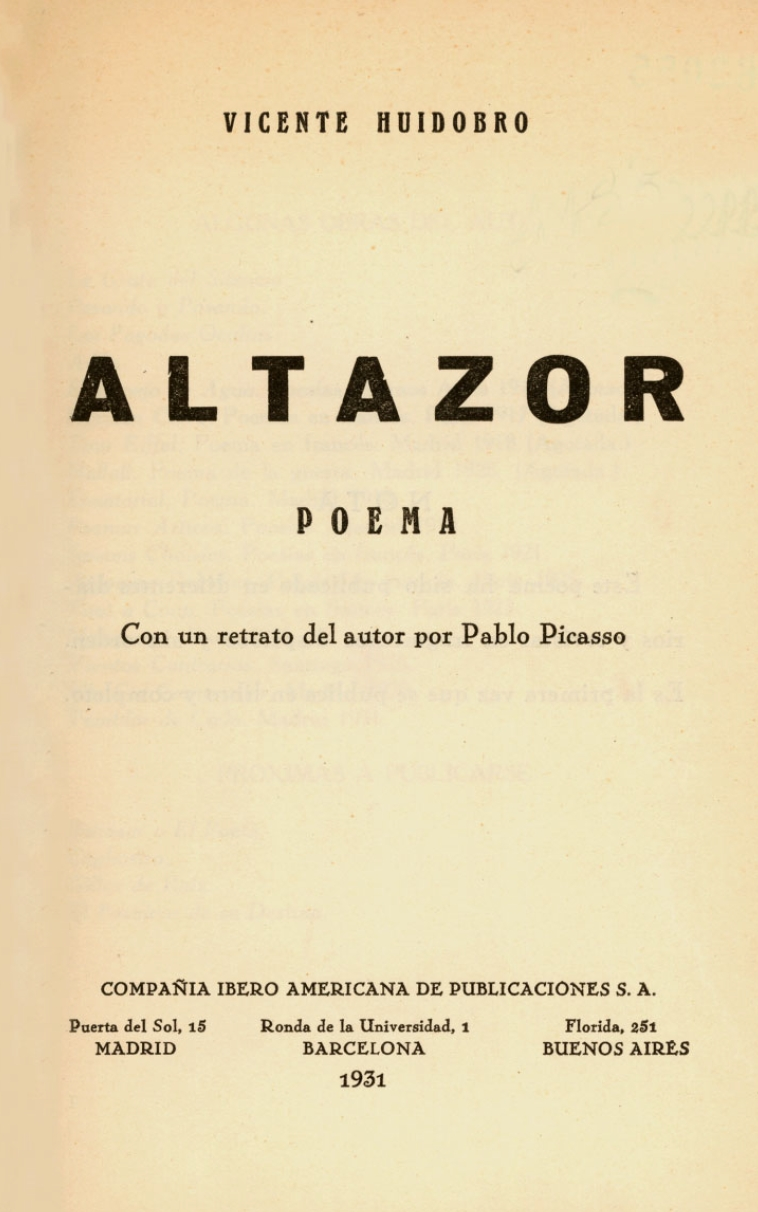
Portada de Altazor (1931).

En 1921, aparece en Madrid el primer número de Creación, revista internacional de arte fundada y dirigida por Huidobro, que incluye producciones de una escultura de Jacques Lipchitz y pinturas de Georges Braque, Pablo Picasso, Juan Gris y Albert Gleizes. El segundo número aparece en París, en noviembre, bajo el título Création Revue d'Art. En diciembre dicta su famosa conferencia La poesía, que le servirá como prólogo a la edición española de Temblor de cielo. Publica Saisons Choisies, antología preparada por su autor.
Al año siguiente expone en el Branche Studio de París su teoría sobre la creación pura y da conferencias sobre el mismo tema en Berlín y Estocolmo. Publicó en la revista polaca Nowa Sztuka. Le clausuran su exposición de poemas pintados, presentada en el Teatro Edouard VII de París, por ser demasiado rupturista y se trunca el proyecto de publicación de los mismos bajo el título de Salle XIV. Colabora con Sonia Delaunay en la creación de Robes-poèmes Mantiene amistad con los músicos Edgar Varèse, Erik Satie y Georges Auric. Organiza con otras personas el baile de disfraces Salle Bullier, en julio, en una etapa de intensa actividad social.
En 1923, Guillermo de Torre, en un artículo de la revista Alfar de septiembre, polemiza con Huidobro al acusarlo de haber copiado el creacionismo al uruguayo Julio Herrera y Reissig. Escribe el guion cinematográfico de Cagliostro, movido por el proyecto de montaje del director rumano Mime Misu. Publica Finis Britannia, crítica contra el imperialismo británico y en 1924 es supuestamente secuestrado por este motivo, generando un gran interés en la prensa europea. Ingresa a la Gran Logia Masónica de Francia. Conoce ese año a Miguel de Unamuno, quien se halla exiliado en París, y aparece el número 3 de Création, donde publica su Manifeste peut-être. En la revista participan Tristan Tzara, René Crevel, Juan Larrea y Erik Satie. En ella se incluye el suplemento Al fin se descubre mi maestro, que responde a las acusaciones de Guillermo de Torre.
Colabora en otras revistas francesas y en 1925 continúa la polémica con Guillermo de Torre, quien publica Literaturas europeas de vanguardia, donde no se le deja muy bien parado. En pleno surgimiento del Surrealismo, pronuncia la conferencia «L'inconscient et I'inspiration artistique». 
Regresa Chile en abril y entra en política fundando en agosto Acción. Diario de Purificación Nacional, pero es golpeado frente a su casa al denunciar actividades fraudulentas de altas personalidades político-adminístrativas y el 21 de noviembre es clausurado su periódico. Huidobro funda entonces otro, La Reforma y es proclamado candidato simbólico a la presidencia de la República por las juventudes progresistas. Sufre un segundo atentado al explotar una bomba frente a su casa. Colabora en las revistas Andamios, Panorama y Ariel y publica Automne Régulier y Tout à coup, con poemas que se oponen a las tendencias surrealistas, así como Manifestes (los tres en 1925), en donde recoge una serie de ensayos y proclamas que expresan su posición estética.
En 1926, publicó en el número de abril de la revista Panorama un poema que sería un fragmento del Canto IV de Altazor. Ese mismo año fue nominado al Premio Nobel de Literatura, siendo la primera candidatura válida de un escritor chileno para el galardón.
Viaja a Nueva York en 1927 y conoce, a través de Varèse, a Charles Chaplin, Douglas Fairbanks y Gloria Swanson. Planea llevar al cine su novela Cagliostro. Escribe el «Canto to Lindbergh», poema de tono épico que exalta la hazaña del aviador.
Instalado en Europa, dirige junto a Tristan Tzara la sección literaria «Feuille Volante» de Cahiers d'Art. Comienza a escribir su novela Mio Cid Campeador y descubre que es heredero del marquesado de Casa Real, título nobiliario que su madre, en los años siguientes, deseó tramitar, sin hacerlo finalmente. En 1929 continúa trabajando en Altazor y comienza con Temblor de cielo. Aproximadamente en esta época, hay un pequeño escándalo al casarse por segunda vez con Ximena Amunátegui, según el rito mahometano, para lo cual Huidobro debe hacer votos dentro de esta fe religiosa. Publica Mio Cid Campeador (1929), con ilustraciones de Santiago Ontañón.
En 1930, escribe en los Alpes italianos la «novela de anticipación», La próxima, mientras pasa una temporada con su amigo Roberto Suárez Barros. Publicó en la Revue Européenne su poema «Chanson de I'oeuf et de l'infini», recogido luego en español, en Ver y palpar (1941), así como un fragmento de Altazor, en francés, en el número de junio de la revista Transition.
En 1931, vuelve a Madrid para gestionar la publicación de Altazor y Temblor de cielo. Asiste al recital de Poeta en Nueva York de Federico García Lorca. Se genera una breve disputa epistolar con Luis Buñuel por motivos políticos. Estando con Hans Arp de vacaciones en Arcachón, escriben ambos los textos de Trois Nouvelles Exemplaires. Inicia amistad con el pintor uruguayo Joaquín Torres García. Publica Portrait of a Paladín, versión en inglés del Mio Cid Campeador, Temblor de cielo y Altazor.

### Regreso a Chile

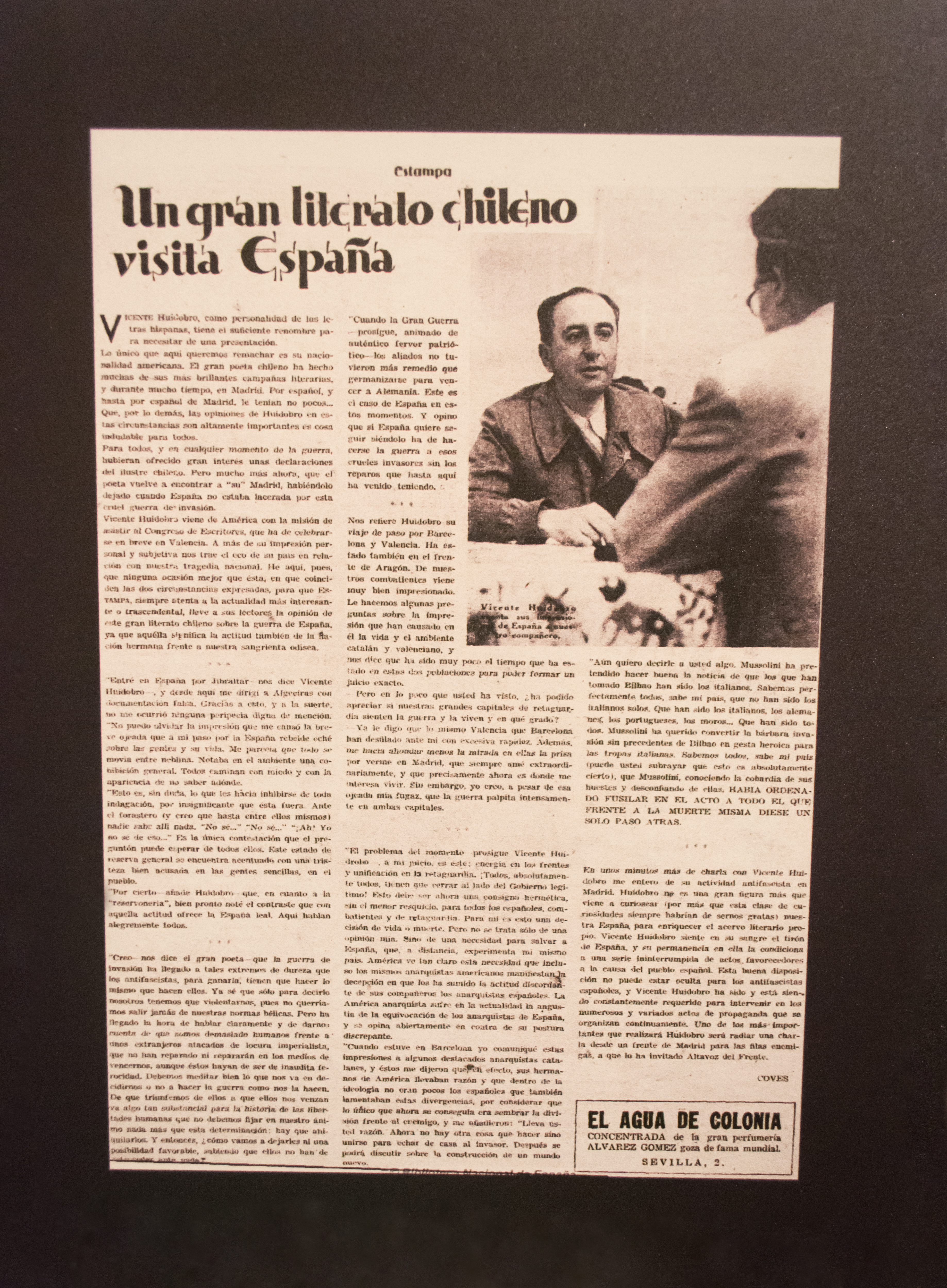
El compromiso de Huidobro con la II República Española en una entrevista para la revista Estampa, en el verano de 1937.

Regresó a su país en 1932 presionado por la crisis económica mundial y publicó Gilles de Raíz.
En 1933 vive una intensa actividad política en pro del Partido Comunista de Chile. En la revista Europa de Barcelona publica el artículo «Manifiesto a la juventud de Hispanoamérica», donde propone crear una república conformada por Bolivia, Chile, Paraguay y Uruguay. Auspició el Grupo Decembrista de pintores neocubistas entre quienes se encuentra su amigo Carlos Sotomayor. 
En 1934 escribe crítica cinematográfica en la prensa santiaguina. Nace su quinto hijo, Vladimir, nombre dado en honor a Lenin. Publica, en un año de intensa actividad editorial, Cagliostro, (Santiago, Zig-Zag), novela-filme; la novela de ciencia ficción La Próxima. Historia que pasó en un tiempo más (Santiago, Walton); Papá o el diario de Alicia Mir (Santiago, Walton), novela escrita en forma de diario íntimo; y En la Luna (Santiago, Ercilla), teatro. Funda con Omar Cáceres y Eduardo Anguita la revista Vital/Ombligo.
La polémica entre Huidobro y Pablo Neruda se desata en 1935 al aparecer el primero en forma más relevante en la Antología de poesía chilena nueva de Anguita y Volodia Teitelboim. Publica Tres novelas ejemplares (debido a la brevedad de estas, debe agregar dos textos más de los escritos con Arp, por sugerencia de su editor).
En 1936, junto a Picasso, Arp, Vasily Kandinsky, Robert y Sonia Delaunay, entre otros, firma el Manifiesto dimensionista. Produce artículos políticos antifascistas para el diario La Opinión, se adhiere al Frente Popular, y funda la revista Total. También organiza a los escritores chilenos en solidaridad con la España republicana durante la guerra civil provocada por la rebelión militar de julio de 1936. Publica el poema «Está sangrando España» y se desplaza hasta Valencia para participar en el II Congreso Internacional de Escritores para la Defensa de la Cultura celebrado entre el 2 y el 12 de julio de 1937.
En 1937 se acentúa la polémica con Neruda al encontrarse ambos en España apoyando la causa republicana. La Association Internationale des Escrivains pour la Défense de la Culture interviene desde París, en mayo, enviándoles una carta a ambos donde les insta a deponer su actitud. Firman, entre otros, Tristan Tzara, Alejo Carpentier, César Vallejo y Juan Larrea. 
De regreso a Chile, publica el poema en prosa «Fuera de aquí», contra militares fascistas italianos que visitan el país, lo que provoca una agresión en su contra. Publica el poema «Gloria y sangre» en Madre España. Homenaje de los poetas chilenos. En 1938 nace el grupo La Mandrágora, movimiento surrealista chileno que se gesta en reuniones en casa de Huidobro. Muere María Luisa Fernández, su madre. En julio sale el segundo y último número de Total. Sátiro o el Poder de las palabras aparece en 1939 y al año siguiente salen en El Mercurio y La Nación sus tres «Cartas al Tío Sam». Al subsiguiente, publica Ver y palpar y El ciudadano del olvido, con poemas inéditos y otros aparecidos en revistas nacionales y extranjeras.

### Últimos años

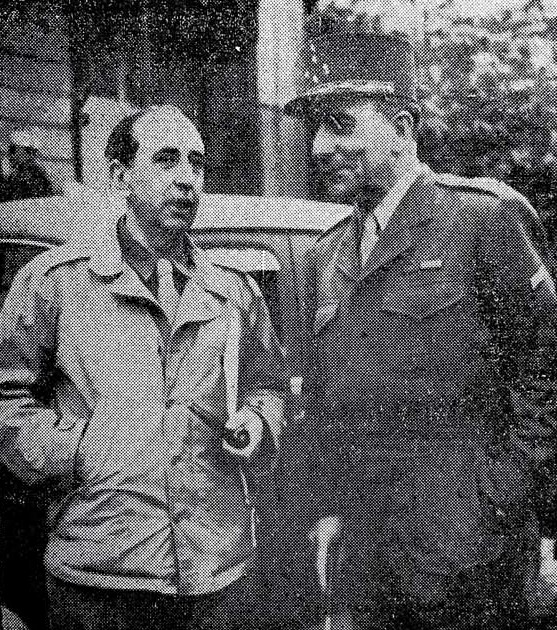
Huidobro como corresponsal de guerra conversa con el general Jean de Lattre de Tassigny (1945).

En 1942 aparecieron en Santiago segundas ediciones de Temblor de cielo, Cagliostro y Mio Cid Campeador. Fundó Actual, última revista creada por Huidobro, cuyo único número apareció en septiembre de 1944. Rumbo a Europa, en noviembre, se detuvo en Montevideo, donde dictó la conferencia «Introducción a la poesía». Llegó a París como corresponsal y en 1945 transmitió desde la capital francesa sus crónicas para la Voz de América. Recibió una carta de su mujer Ximena, anunciándose la separación definitiva. Entró con las tropas aliadas en Berlín. Fue dado de baja y regresó a Santiago con su tercera mujer, Raquel Señoret. Salió la Antología, recopilada por Eduardo Anguita.
En 1946 se instaló en Cartagena, balneario costero de la región central del país. Se reeditó Trois Nouvelles Exemplaires, que contiene solo los textos escritos con Arp. Al año siguiente sufrió un derrame cerebral que se atribuyó a una consecuencia de sus heridas de guerra y el 2 de enero de 1948 murió en su casa. De acuerdo con sus deseos, fue enterrado en una colina frente al mar. Su hija mayor, Manuela, y Eduardo Anguita escribieron el epitafio: «Aquí yace el poeta Vicente Huidobro / Abrid la tumba / Al fondo de esta tumba se ve el mar».
El mismo año de su muerte, Manuela publicó Últimos poemas, una recopilación de textos inéditos y textos dispersos en revistas. Huidobro escribió más de una treintena de obras, entre libros de poesía y de narrativa poética, de los cuales poco más de una decena fueron publicadas póstumamente.

## Fundación y museo

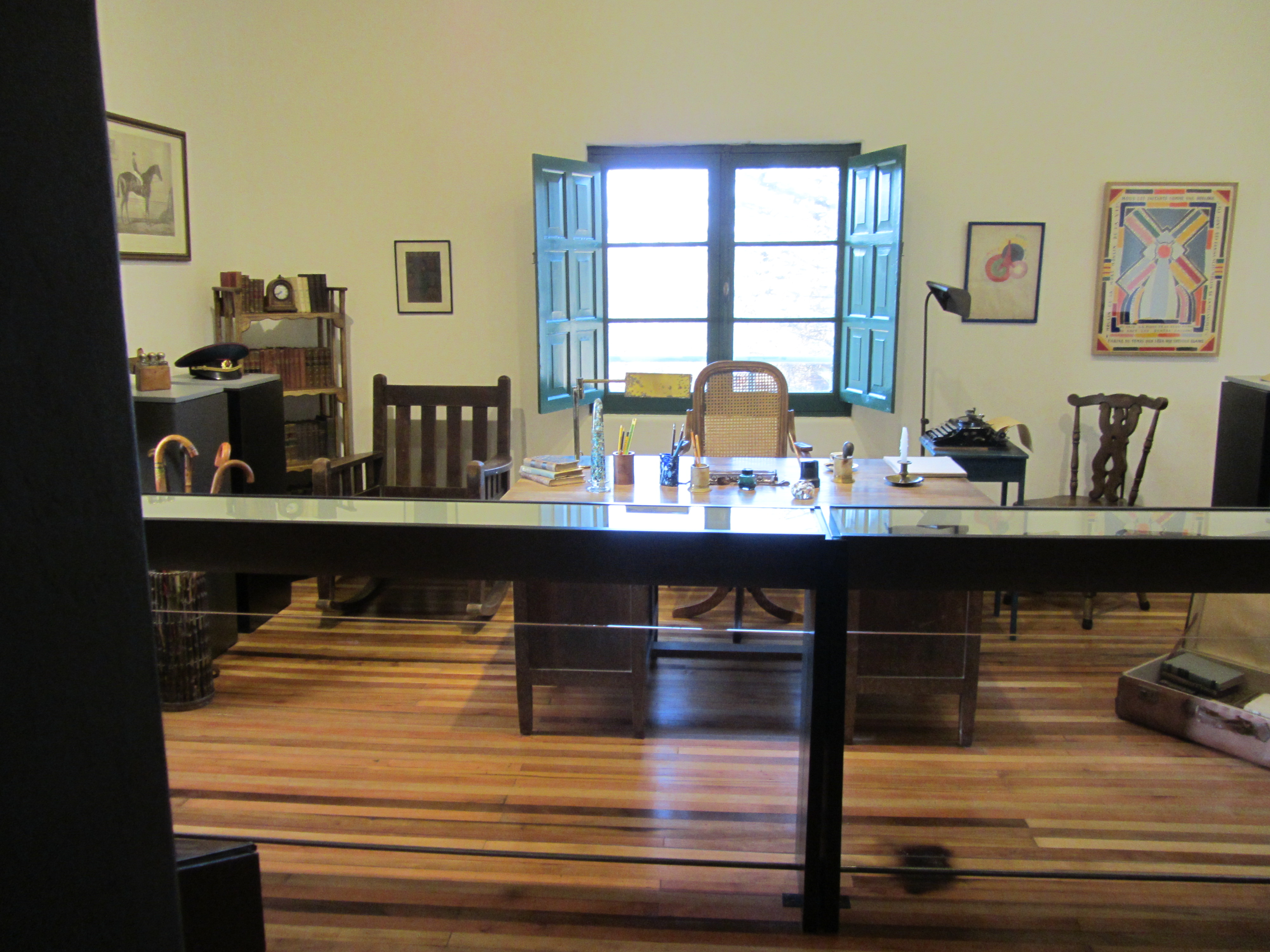
El escritorio de Huidobro en su Casa Museo de Cartagena.

La fundación Vicente Huidobro se creó en Santiago en 1990 con el objetivo de preservar el legado del poeta. Posee «un Centro de Documentación y Archivo que está abierto a investigadores, estudiantes y público general[, y] promueve iniciativas para el estudio y difusión de las obras de Huidobro y junto a ellas las de las vanguardias». La fundación, que es una institución sin fines de lucro, la preside el nieto de Huidobro, Vicente García-Huidobro Santa Cruz. La dirección la componen los miembros del consejo y del comité ejecutivo.
El 6 de abril de 2013 se inauguró la Casa Museo Vicente Huidobro en la que fuera su casa de Cartagena. La fundación que lleva su nombre logró recuperar la casa de 320 m2 en 2009 y obtuvo financiamiento del Consejo de la Cultura. El museo tiene seis salas y más de 300 documentos.

## Obras

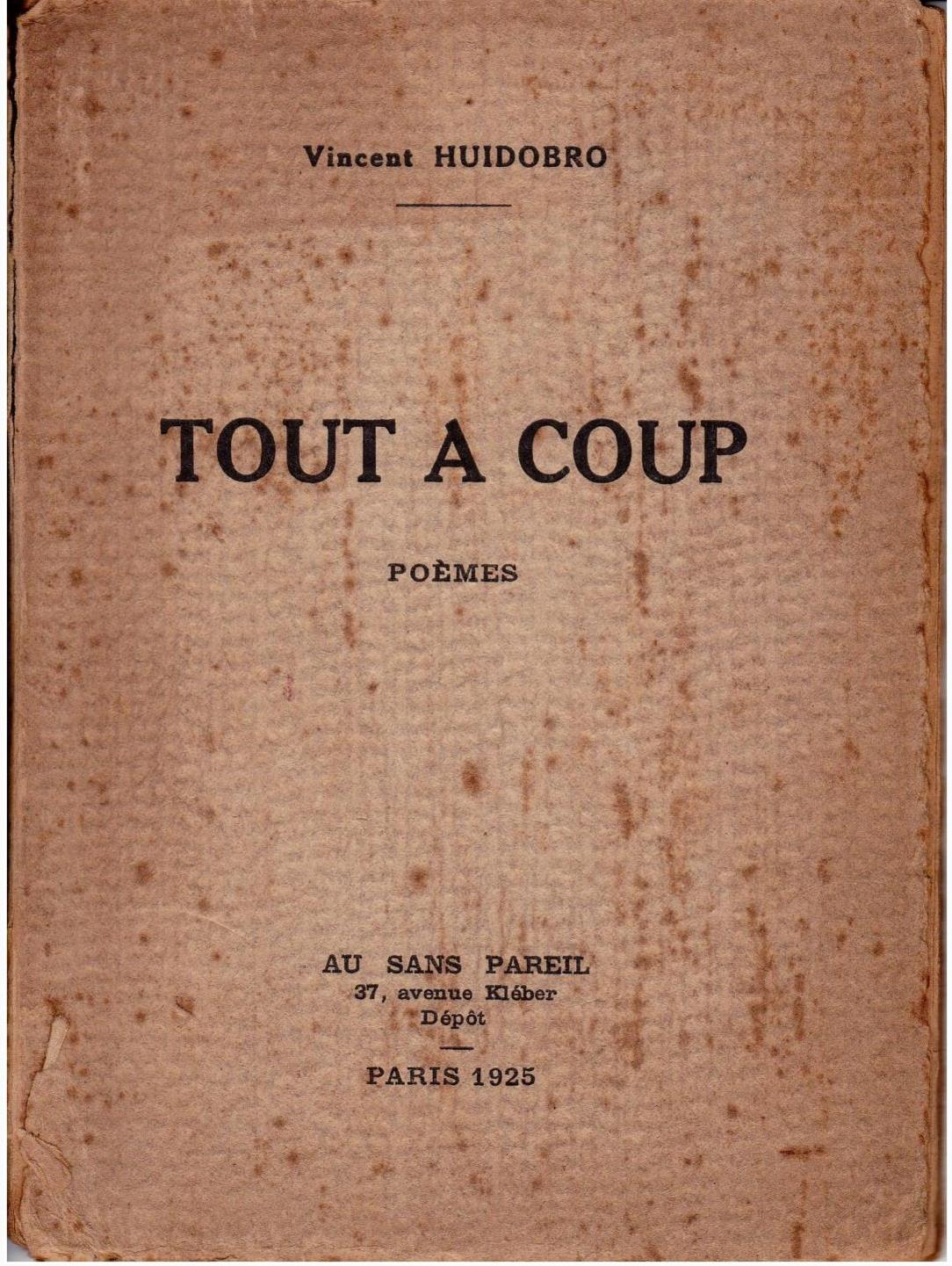
Portada de Tout à coup (1925).

- Ecos del alma, Santiago de Chile, Imprenta Chile, 1911.
- La gruta del silencio, Santiago de Chile, Imprenta Universitaria, 1913.
- Canciones en la noche, Santiago de Chile, Imprenta Chile, 1913.
- Pasando y pasando, Santiago de Chile, Imprenta Chile, 1914; descargable desde el portal Memoria Chilena
- Las pagodas ocultas, Santiago de Chile, Imprenta Universitaria, 1914.
- Adán, Santiago de Chile, Imprenta Universitaria, 1916.
- El espejo de agua, Buenos Aires, Orión, 1916.
- Horizon carré, París, Paul Birault, 1917.
- Poemas árticos, Madrid, Pueyo, 1918.
- Ecuatorial, Madrid, Pueyo, 1918.
- Tour Eiffel, Madrid, s. e., 1918. (Escrito en francés)
- Hallali, Madrid, Ediciones Jesús López, 1918.
- Saisons choisies, París, La Cible, 1921.
- Finis Britannia, París, Fiat Lux, 1923.
- Automne régulier, París, Librairie de France, 1925.
- Tout à coup, París, Au Sans Pareil, 1925.
- Manifestes, París, Revue Mondiale, 1925.
- Vientos contrarios, Santiago de Chile, Nascimento, 1926.
- Mio Cid Campeador, Madrid, Compañía Iberoamericana de Publicaciones, 1929.
- Temblor de cielo, Madrid, Plutarco, 1931.
- Altazor o el viaje en paracaídas, Madrid, Compañía Iberoamericana de Publicaciones, 1931; descargable desde el portal Memoria Chilena
- Tremblement de ciel, París, l'As de Coeur, 1932.
- Gilles de Raíz, París, Totem, 1932; descargable desde el portal Memoria Chilena
- La próxima, Santiago de Chile, Walton, 1934.
- Papá o el diario de Alicia Mir, Santiago de Chile, Walton, 1934.
- Cagliostro, Santiago de Chile, Zig-Zag, 1934.
- En la luna, Santiago de Chile, Ercilla, 1934.
- Tres inmensas novelas, Zig-Zag, Santiago, 1935 (con Hans Arp) descargable desde el portal Memoria Chilena
- Sátiro o el poder de las palabras, Santiago de Chile, Zig-Zag, 1939.
- Ver y palpar, Santiago de Chile, Ercilla, 1941.
- El ciudadano del olvido, Santiago de Chile, Ercilla, 1941.
- Últimos poemas, Santiago de Chile, Ahués Hermanos, 1948; descargable desde el portal Memoria Chilena
- Obras completas, 2 vols., Santiago de Chile, Zig-Zag, 1964 (recopilación de Braulio Arenas).
- Obras completas, 2 vols., Santiago de Chile, Andrés Bello, 1976 (recopilación ampliada de Hugo Montes).
- Epistolario entre Huidobro y su madre; Archivo del Escritor, LOM, Santiago, 1997 descargable desde el portal Memoria Chilena
- Obra poética, edición crítica bajo la coordinación de Cedomil Goic; ALLCA XX, Colección Archivos, 45, Madrid, 2003
- Poesía y creación, antología, selección de Gabriele Morelli; Fundación Banco Santander, Madrid, 2013
- Altazor y otros poemas, antología, selección de José Manuel Zañartu, ilustraciones de Catalina Silva Guzmán;  Zig-Zag, Santiago, Chile, 2013
- Horizon carré et autres poèmes français, édition établie et préfacée par Émilien Sermier, Paris, L'oncle d'Amérique, 2025, 254 p.

## Cine
La película El vuelo del poeta (2009), dirigida por Marcelo Ferrari, está basada en la vida del poeta.